# Karlamilyi-Nationalpark
Der Karlamilyi-Nationalpark (früher Rudall-River-Nationalpark) ist mit 12.837 km² der größte Nationalpark in Western Australia. Er liegt auf der Grenze zwischen der  Great Sandy Desert, der Little Sandy Desert und dem Einzugsgebiet des Rudall Rivers. Der Park kann nur mit Allradfahrzeugen erreicht werden.

## Geschichte
Seit langer Zeit ist diese Gegend, von den Aborigines auch Karlymilyi genannt, die Heimat der Martu. Erst 1872 bis 1874 führte eine Expedition in die Nähe des heutigen Nationalparks, sie wurde geleitet von Peter Egerton Warburton. Er durchquerte etwas nördlich des Parks als erster Europäer die Wüsten Westaustraliens. Die Gegend um den Rudall River wurde erst durch William Frederick Rudall bei seiner Expedition im Jahr 1896 bis 1897 entdeckt und beschrieben. Nach war der 1977 gegründete Rudall-River-Nationalpark benannt. Die Martu erhielten 2002 einen Native Title auf exklusive Landnutzungsrechte, einen der größten Australiens, auf eine Fläche von 136.000 km² zugesprochen, allerdings erstreckt er sich zu ihrem Bedauern nicht auf das Gebiet Karlymilyi-Nationalparks.

## Lage
Der Park liegt in einer der abgelegensten Regionen von Westaustralien. Er kann am besten über die Telfer Mine Road von Marble Bar oder den Talawana Track von Newman erreicht werden. Alle Straßen zum Park und innerhalb des Parks sind unbefestigt, und man benötigt Allradantrieb. Es gibt im Park keine Einrichtungen, weshalb ausreichend Treibstoff, Wasser, Nahrungsmittel und Ersatzteile mitgeführt werden müssen. 
Geographisch liegt der Nationalpark genau auf der Grenze zwischen der Großen und der Kleinen Sandwüste und schließt das Einzugsgebiet des Rudall River mit ein. Salzseen, die Teile eines vorzeitlichen Flusssystems darstellen, sind charakteristisch für diese Wüstenregionen. Lake Dora und Lake Blanche, die nur nach heftigen Regenfällen mit Wasser gefüllt sind, liegen innerhalb des Parks. Sanddünen bedeckten einen Großteil der Wüstengebiete im Süden und Südwesten des Parks. Sie formen parallele Dünenkämme mit einer Höhe von 20 bis 40 Metern, und deren Abstand von 200 Metern bis zu sechs Kilometern reicht. Die Dünen sind bis zu 40 km lang. Das felsige Gebiet in der Mitte des Parks, zwischen den beiden Wüsten, ist flacher. Hier verlaufen auch die Straßen durch den Park, und es gibt Zugang zu den Becken und Wasserlöchern des Rudall River.